# The Last Stop in Yuma County
The Last Stop in Yuma County är en amerikansk thrillerfilm från 2023. För regi och manus står Francis Galluppi.
Filmen hade världspremiär på filmfestivalen Fantastic Fest i september 2023. Den hade ordinarie amerikansk premiär i såväl biografer som streamingtjänster den 10 maj 2024.

## Handling
Filmen handlar om en knivförsäljare som anländer till en ödslig bensinmack. På bilradion hör han om några bankrånare som kommit undan med ett byte och verkar vara på rymmen. Av bensinmackens ägare får han höra att tankbilen är försenad, och tills den anländer finns ingen bensin att tanka. Eftersom det inte finns några andra bensinmackar på nära avstånd väljer han att gå in på fiket i närheten och vänta där. Strax anländer de två bankrånarna. Även de har ont om bensin och slår sig ner i fiket i väntan på tankbilen. Knivsäljaren pratar med fikets servitris om sina misstankar att de två nyanlända männen kan vara bankrånarna som radion pratade om. De två bankrånarna anar oråd, och tar de två övriga som gisslan.

## Rollista (i urval)
- Jim Cummings – knivsäljaren
- Faizon Love – Vernon, bensinmacksföreståndaren
- Jocelin Donahue – Charlotte, servitris på fiket